# 马尼莱阿莫
马尼莱阿莫（法語：Magny-les-Hameaux，法語發音：[maɲi le amo] ⓘ）是法国伊夫林省的一个市镇，位于该省东部，属于凡尔赛区。马尼莱阿莫是法国国家新城伊夫林地区圣康坦的一部分。

## 地理
马尼莱阿莫（48°43'26"N, 2°5'3"E）面积16.64 平方千米，位于法国法蘭西島大區伊夫林省，该省份为法国北部内陆省份，北起瓦兹河谷省，西接厄尔省，西南接厄尔-卢瓦省，东南接埃松省，东临上塞纳省。
与马尼莱阿莫接壤的市镇（或旧市镇、城区）包括：沙托福尔、吉扬库尔、米隆拉沙佩勒、蒙蒂尼勒布勒托讷、圣朗贝尔、圣雷米莱舍夫勒斯、特拉普、瓦桑勒布勒托讷。
马尼莱阿莫的时区为UTC+01:00、UTC+02:00（夏令时）。

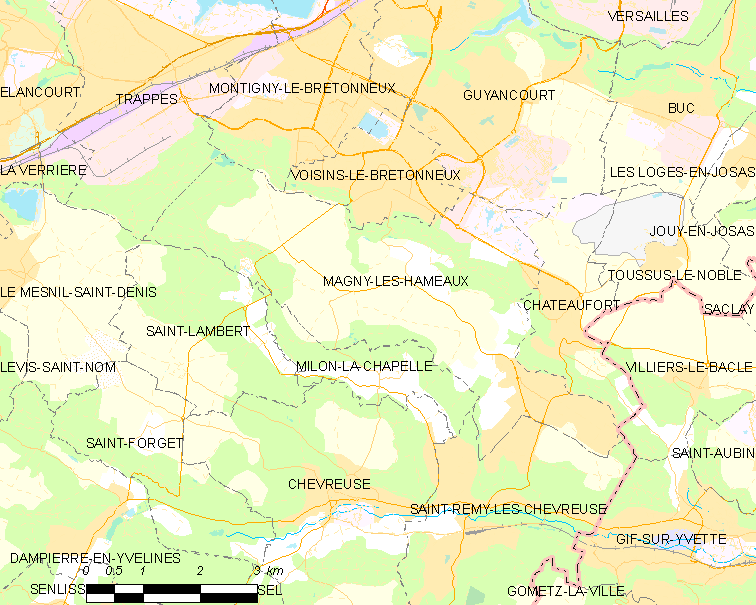
马尼莱阿莫的OSM定位图

## 行政
马尼莱阿莫的邮政编码为78114，INSEE市镇编码为78356。

## 政治
马尼莱阿莫所属的省级选区为莫尔帕县。

## 人口

1962-2008年间马尼莱阿莫人口变化图示

马尼莱阿莫于2022年1月1日时的人口数量为9353人。